# Gaëlle Gebet
Gaëlle Gebet (ur. 29 czerwca 1984 w Tours) – francuska florecistka, dwukrotna medalistka mistrzostw świata.
W 2004 roku zdobyła brąz indywidualnie na mistrzostwach świata juniorów w Płowdiwie.
Podczas mistrzostw świata w Kazaniu w 2014 roku Francuzki w składzie: Astrid Guyart, Corinne Maîtrejean, Ysaora Thibus i Gaëlle Gebet zdobyły brązowy medal w zawodach drużynowych. Wynik ten powtórzyła na rozgrywanych dwa lata później mistrzostwach świata w Rio de Janeiro. Była też między innymi piąta w tej konkurencji na mistrzostwach świata w Paryżu w 2010 roku.
Zdobyła drużynowo brązowy medal na mistrzostwach Europy w Strasburgu w 2014 roku.
Ponadto zdobyła też srebro drużynowo na igrzyskach europejskich w Baku (2015).
Nigdy nie wzięła udziału w igrzyskach olimpijskich.